# El quinto sello
El quinto sello (en húngaro: Az ötödik pecsét) es una película húngara de 1976 dirigida por Zoltán Fábri basada en la novela homónima de 1963 de Ferenc Sánta. Ganó el Premio de Oro del Festival Internacional de Cine de Moscú de 1977 y entró en el concurso oficial del Festival de Berlínde 1977. La película fue seleccionada para representar a la categoría de Óscar a la mejor película internacional pero no fue aceptada. La película es considerada como una de las mejores películas del cine húngaro.

## Argumento
Durante el reinado del Partido de la Cruz Flechada en la Segunda Guerra Mundial, cuatro amigos están charlando alrededor de la mesa de un bar propiedad de Béla (Ferenc Bencze) cuando un fotógrafo herido (István Dégi) que acaba de regresar del frente de batalla se une a ellos. 
Durante su reunión, dos oficiales de la Cruz Flechada entran a tomar una copa. Después de irse, el grupo se refiere amargamente a ellos como asesinos. Uno de los amigos, un relojero llamado Miklós Gyuricza (Lajos Öze), plantea una pregunta moral a János (Sándor Horváth) sobre dos personajes hipotéticos; Tomóceusz, Katatiki y Gyugyu.
Tomóceusz Katatiki era el líder de una isla imaginaria, y Gyugyu era su esclavo. El poderoso y descuidado Katatiki trató al pobre Gyugyu con extrema brutalidad, pero nunca sintió ningún remordimiento ya que vivía de acuerdo con la moralidad bárbara de su época. Gyugyu vivió en la miseria y el sufrimiento, pero encontró consuelo en el hecho de que cualquier crueldad que le suceda, nunca es causada por él y sigue siendo una persona sin culpa con una conciencia limpia. ¿Qué elegiría si tuviera que morir y reencarnar como uno de ellos?
El fotógrafo dice que elegiría a Gyugyu, pero los demás no le creen. A medida que regresan a casa, conocemos algunos de los secretos más profundos de sus vidas. Resulta que Gyuricza esconde a niños judíos en su apartamento. Mientras tanto, László (László Márkus) bebe en exceso, atormentado por la pregunta que Gyuricza planteó, y experimenta alucinaciones en su estupor de borracho. Molesto porque los cuatro asistentes al bar no le creyeron sobre Gyugyu, el fotógrafo denuncia a los cuatro al Partido de la Cruz Flechada por llamar "asesinos" a los oficiales de la Cruz Flechada.
A la noche siguiente, los cuatro amigos están de nuevo en el bar cuando los oficiales de Cruz Flechada los arrestan. Son llevados a una oficina del partido donde un oficial de la Cruz Flechada (Zoltán Latinovits) los obliga a abofetear a un partisano moribundo en la cara para ser liberados. Gyuricza es el único que cumple. Gyuricza sale del edificio, muy perturbado por lo ocurrido. Mientras camina por la ciudad, los edificios explotan y se desmoronan.

## Reparto
- Lajos Őze - Miklós Gyuricza (Gyuricza Miklós)
- László Márkus - László Király (Király László)
- Ferenc Bencze - Béla
- Sándor Horváth - János Kovács (Kovács János)
- István Dégi - Károly Keszei (Keszei Károly)
- Zoltán Latinovits - civvies
- Gábor Nagy - el rubio
- György Bánffy - elalto
- József Vándor - Macák
- Noémi Apor - Señora Kovács (Kovácsné)
- Ildikó Pécsi - Irén
- Marianna Moór - Lucy
- Rita Békés - Erzsi
- György Cserhalmi - comunista muerto
- Gábor Kiss - Guardia
- Gabriella Kiss - hija de Gyuricza